# Люсі в космосі
Люсі в космосі (англ. Lucy in the Sky) — американський драматичний фільм режисера Ноа Гоулі. У стрічці знялися Наталі Портман, Джон Гемм, Ден Стівенс, Зазі Бітц і Елен Берстін. Прем'єра фільму відбулася 4 жовтня 2019 року.

## Синопсис
Астронавтка Люсі повертається на Землю після тривалої космічної місії та намагається повернутися до звичайного життя. На жаль, після довгого перебування в космосі вона втрачає почуття реальності. Дівчина стикається з низкою проблем: її переслідують галюцинації і починається параноя.
Фільм великою мірою оснований на історії реального життя капітана NASA Лізи Новак . 2007 року, після свого перебування в космосі, Новак проїхала майже тисячу миль від Техасу до Флориди, озброївшись ножем і рушницею, щоб розібратися зі капітаном ВПС США Колін Шипман, яка зустрічалася з її колишнім хлопцем, астронавтом Вільямом Офелейном. Новак була заарештована. Вона перебувала у в'язниці округу Орандж у Флориді і вийшла під заставу. Після тривалого розслідування, у листопаді 2009 року Новак визнала свою провину, попросила вибачення у Шипман і була засуджена на рік умовного ув'язнення.

## У ролях
- Наталі Портман як Люсі Кола
- Джон Гемм, як Марк Гудвін
- Ден Стівенс як Дрю Кола
- Зазі Бітц як Ерін Еклс
- Еллен Берстін, як Нана Голбрук
- Колман Домінго як Френк Пакстон
- Джеремія Біркетт, як Генк Лінч
- Джо Вільямсон як Майєр Гайнс
- Нік Офферман як доктор Вілл Плімптон
- Тіг Нотаро, як Кейт Муньє